# Diatraea postlineella
Diatraea postlineella là một loài bướm đêm trong họ Crambidae.